# Роберт и Бертран
«Роберт и Бертран» (пол. Robert i Bertrand) — польская музыкальная комедия по водевилю Яна Нестроя, черно-белый фильм 1938 года. От фильма сохранилось 37 мин.

## Сюжет
Два неудачника, Роберт и Бертран, работают странствующими продавцами галстуков. Из них у никакого нет торгового таланта, зато  каждый из них невезучий. Случайно их обвинили в краже денег и посадили в тюрьму. Там Роберт и Бертран знакомятся с Иреной, девушкой из хорошего дома. Она прикидывается воровкой, чтобы написать детективный роман. Вместе они убегают из тюрьмы.

## В ролях
- Адольф Дымша — Роберт
- Евгениуш Бодо — Бертран
- Хелена Гроссувна — Ирена
- Антони Фертнер — Иппель, отец Ирены
- Мечислава Цвиклиньская — сестра Иппеля
- Михал Знич — барон Добкевич
- Феликс Жуковский — жених
- Юзеф Орвид — сторож тюрьмы